# Pío Max Medina
Pío Max Medina Cárdenas (Ayacucho, 5 de mayo de 1880-Ayacucho, 1957) abogado y político peruano. Fue senador por Ayacucho y Junín, alcalde de Ayacucho y ministro de Fomento y Obras Públicas durante el Oncenio de Augusto Leguía.

## Biografía
Hijo de Bruno Medina y Balvina Cárdenas. Cursó sus estudios escolares en su ciudad natal. Su educación secundaria lo realizó en el Colegio Nacional San Ramón.
Se trasladó a Lima e ingresó a la Universidad Nacional Mayor de San Marcos donde cursó en la Facultad de Ciencias Políticas y Administrativas y en la de Jurisprudencia, graduándose  de doctor en ambas, entre 1906 y 1907. Su tesis de doctorado de 1906 versó sobre las Causas del estacionarismo de la raza indígena y el remedio eficaz para su regeneración. Se recibió de abogado y pasó a ejercer su profesión en su ciudad natal.
Fue elegido senador suplente por el departamento de Ayacucho, cargo que ejerció entre 1911 y 1916. El senador propietario, doctor Francisco P. del Barco, era del Partido Liberal de Augusto Durand, caudillo revoltoso que sufrió persecución en dicha época, junto con sus partidarios. Debido a ello, Medina tuvo la oportunidad de acceder a la representación parlamentaria. En 1915 se presentó como candidato a la senaduría en propiedad de Ayacucho en oposición a las candidaturas gobiernistas de Federico Elguera y el general Gabriel Velarde Álvarez. Se intentó anular dicha elección, siendo llevado el caso ante la Corte Suprema, ante la cual Medina pronunció una defensa convincente, evitando así la anulación.
En 1914 fundó en Ayacucho el periódico La Era. Ese mismo año fue elegido alcalde del concejo provincial, cargo que ejerció hasta 1918. Fue también decano del Colegio de Abogados durante dos periodos, entre 1916 y 1918, y fundador de la revista El Derecho, como órgano de dicha institución.
Fue también vocal suplente en la Corte Superior de Ayacucho; miembro corresponsal en dicha ciudad de la Sociedad Geográfica de Lima; y fundador del Centro Cultural Ayacucho.
En 1919, cuando el presidente Augusto B. Leguía dio inicio a su segundo gobierno, fue elegido senador por el departamento de Ayacucho ante la Asamblea Nacional de ese año que tuvo por objeto emitir una nueva constitución, que fue la Constitución de 1920.
Concluida la Asamblea Constituyente, Medina se mantuvo como senador ordinario a lo largo del gobierno de Leguía, tras sendas reelecciones, hasta 1930. Este periodo de la historia peruana es conocido con el nombre de Oncenio. En 1921 fue segundo vicepresidente del Senado. Entre 1924 y 1929 fue senador por el departamento de Junín, para enseguida volver a ser elegido en representación de Ayacucho, hasta que el golpe de Estado de 25 de agosto de 1930 puso fin a su periodo parlamentario.
Fue uno de los primeros parlamentarios en reconocer legalmente a las comunidades de indígenas, gran conquista jurídica y social que quedó plasmada en la Constitución de 1920, pero que a lo largo del Oncenio no se llegó a concretar en las leyes prometidas para su desarrollo.
En 1923 sostuvo un duelo con el diputado por Huanta, Manuel Jesús Urbina, quien, pese a ser parte del oficialismo, se había opuesto a la reelección del presidente Leguía. Medina consideró esta actitud como una traición. Tiempo después, en 1930, Urbina fue sindicado de tramar el intento de asesinato de Leguía, la llamada conspiración de la Basílica.
De otro lado, y pese a su amistad con el presidente Leguía, Medina se contó entre los siete legisladores que votaron en contra de la aprobación del controvertido Tratado Salomón-Lozano que definía la frontera peruano-colombiana, frente a una abrumadora mayoría de 102 representantes que votaron a favor, el 20 de diciembre de 1927. Los otros seis congresistas fueron los senadores Julio C. Arana y Julio Ego-Aguirre Dongo, y los diputados Santiago Arévalo, Toribio Rodríguez Mesía, Vicente Noriega del Águila y Fermín Málaga Santolalla.
Considerado ya como uno de los prohombres del régimen, fue nombrado ministro de Fomento y Obras Públicas, cargo que ejerció de 1923 a 1924. A su sector correspondía atender las demandas de las comunidades indígenas referentes a sus derechos de propiedad. En ese contexto ocurrieron rebeliones de indígenas en Ayacucho y La Mar, cuyos reclamos no fueron atendidos.
Tras la caída de Leguía en 1930, se alejó temporalmente de la política. Años después, ya bajo el Ochenio de Odría, fue elegido nuevamente senador por Ayacucho, cargo que ejerció de 1950 a 1956.

## Publicaciones
- Ayacucho (1924), monografía histórica sobre la emancipación del Perú, en homenaje del centenario de la batalla de Ayacucho.[1]
- La controversia peruano-chilena (2 volúmenes, 1925).
- Monumentos coloniales en Huamanga (1942).[1]
- "Estudios sobre los pocras" (publicado en la revista Huamanga).[1]